# Francesco Petrini
Francesco Petrini (* 1744 in Berlin; † 1819 in Paris) war ein französischer Harfenist und Komponist.

## Leben
Francesco Petrini erhielt wie seine Schwester Marie-Thérèse Petrini (1736–1824) Harfen- und Kompositionsunterricht, bei seinem aus Italien stammenden Vater, der bereits ab 1735 in der Rheinsberger Hofkapelle Friedrichs des Großen Harfenist war. Nach einer Anstellung am Hof von Mecklenburg-Schwerin in der Zeit von 1765 bis 1769 ging er nach Paris, wo er als Harfenist 1770 beim Concert spirituel  in Erscheinung trat. Ab 1798 war er Herausgeber des Monatsjournals Le Glaneur lyrique,  mit pädagogischen Ratschlägen für Harfenisten und kurzen Kompositionen.
Sein Sohn Henri Petrini (um 1775-um 1800), spielte ebenfalls Harfe und veröffentlichte bereits im Kindesalter erste Kompositionen, darunter seine vier Harfensonaten opp.3 und 5, mehrere Sammlungen Airs Variés und eine Sammlung Chansons mit Harfenbegleitung.

## Werk
Petrini schrieb hauptsächlich für sein Instrument, seine Werke entsprachen dem Geschmack des Pariser Publikums, bei dem sie erfolgreich ankamen, bis ihn Jean-Baptiste Krumpoltz in der Gunst desselben übertraf. Trotzdem war Petrini weiterhin ein gefragter Lehrer für Harfe und Harmonielehre. Er veröffentlichte 1796 eine Harfenschule (Méthode pour la Harpe, avec la manière de l’accorder), die in Neuauflagen bis ins 20. Jahrhundert in Gebrauch war, sowie eine Harmonielehre (1796), die 1810 in einer erweiterten Ausgabe unter dem Titel „Étude préliminaire de la Composition, selon le nouveau systhème de l’harmonie en soixante accords“ erschien.
Musikwerke (Auswahl)
- Vier Harfenkonzerte: op. 18, op. 25, op. 27 und op. 29. Das vierte um 1788 entstandene Konzert, richtet sich nicht wie die vorhergehenden an Liebhaber, sondern erfordert mit seinen Arpeggien und komplexen Kadenzen einen hohen Grad an Virtuosität.
- 4 Sinfonien für Soloharfe und Orchesterbegleitung op. 36 (1795)
- Six Sonates pour la Harpe op. 1(Lyon, 1769)
- Six Sonates pour la Harpe op. 2 (Lyon, 1770)
- IIIie Livre de Sonates op. 9
- IVie Livre de Sonates op. 10 (1775)
- Air varié tyrolien für Harfe und Violine op. 46
- Les Folies d’Espagne et douze variations
- Airs variés pour la harpe op. 2 op. 8, op. 13 bis op. 17 und op. 44, op. 47
- Airs mit Harfenbegleitung, op. 2, op. 20, op. 21, op. 22, op. 23